# Hylodidae
A Hylodidae a kétéltűek (Amphibia) osztályába és  a békák (Anura) rendjébe tartozó  család. Elterjedési területük Dél-Amerikában Brazília északnyugati részétől Argentína északi területeiig tart. A család taxonómiailag viszonylag újnak számít. A családba tartozó egyik különleges faj, a Hylodes asper egyedei a zajos környezetet kedvelik, vízesések közelében fordulnak elő.

## Rendszerezés
A családba az alábbi nemek tartoznak:
- Crossodactylus Duméril & Bibron, 1841
- Hylodes Fitzinger, 1826
- Megaelosia Miranda-Ribeiro, 1923